# Maricá (árvore)
O maricá (Mimosa bimucronata (de Candolle, O. Kuntze)), também chamado espinho-de-maricá, espinheira, espinho-de-cerca e espinho-roxo, é um arbusto de caule tortuoso da família das leguminosas. É comum em solos úmidos e brejosos. Tem altura entre 6 e 10 metros. É encontrada no Brasil em vários estados; por exemplo, no Rio Grande do Sul. Possui propriedade melíferas. Suas flores são brancas e disposta em capítulos. Os frutos são vagens.

## Etimologia
"Maricá" provém do termo tupi mari'ká.